# فيسيرا
فيسيرا (بالإنجليزية: Vescera) كانت مدينة رومانية بربرية في موريتانيا القيصرية. تقع في مدينة بسكرة الحالية جنوب شرق الجزائر.